# فورتونا

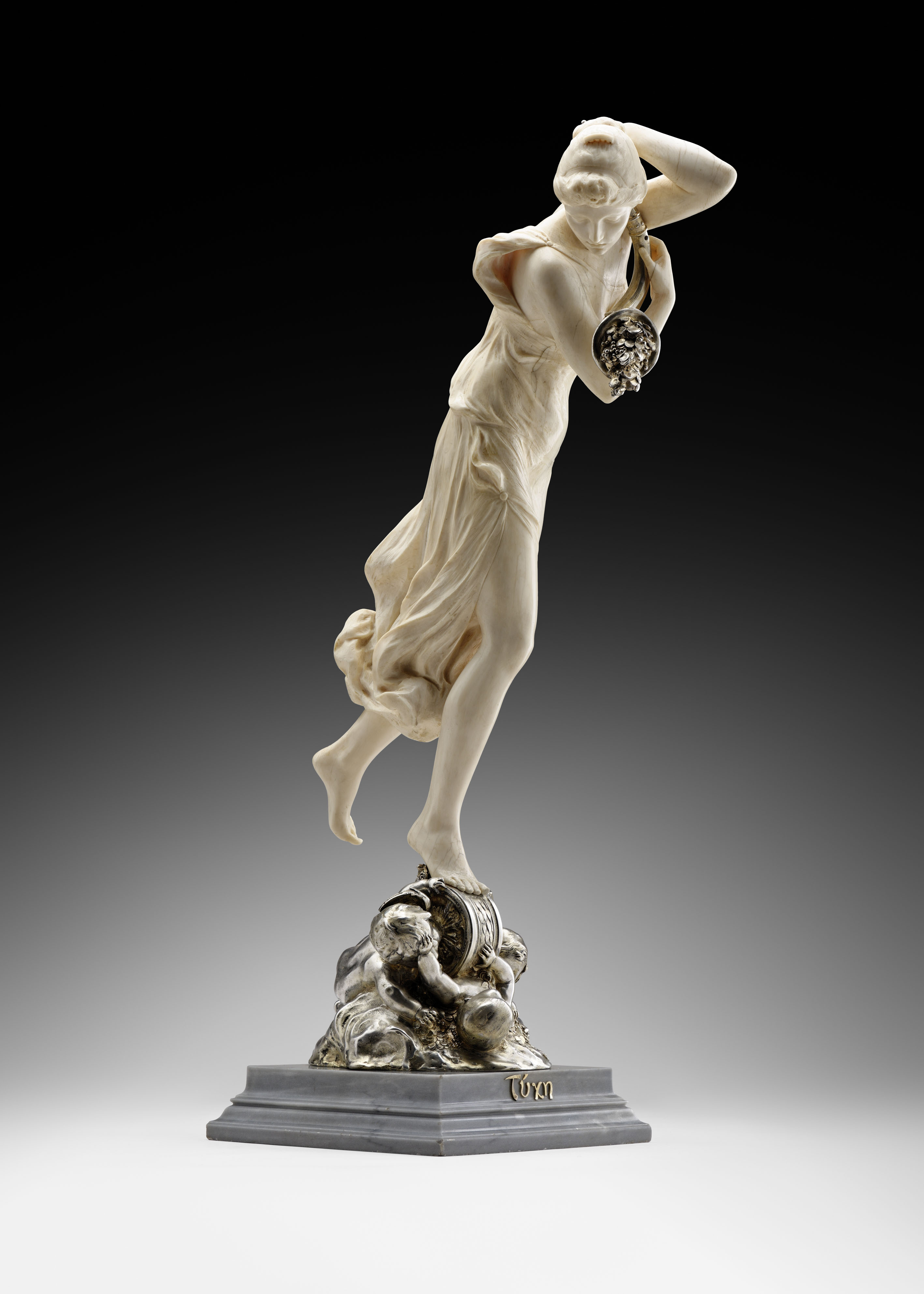
منحوتة فورتونا، تشارلز صموئيل، 1894

كانت ربة الحظ أو فورتونا (بالإنجليزية: Fortuna، تقابلها الإلهة الإغريقية تيكه) إلهة النصيب وتجسيد الحظ في الديانة الرومانية والتي، بفضل يعود معظمه إلى الأديب بوثيوس من العصور القديمة المتأخرة، بقيت رائجة طوال العصور الوسطى وحتى عصر النهضة على الأقل.
غالبًا ما تصوَر فورتونا مع غوبيرناكولوم (دفة سفينة)، أو كرة أو روتا فورتوناي (عجلة حظ، كان شيشرون أول من ذكرها) وكورنوكوبيا (قرن الوفرة). قد تجلب حظًا جيدًا أو سيئًا: يمكن أن تُمثل على أنها محجبة وعمياء، كما في التصويرات المعاصرة لسيدة العدالة، إلا أن فورتونا لا تحمل ميزانًا. قدمت فورتونا لتمثل تقلبات الحياة. كانت أيضًا إلهة القدر: تحت اسم أتروكس فورتونا، حصدت أرواح برينسيبسي أغسطس الشابين غايوس ولوسيوس، ولييّ عهد الإمبراطورية المرتقبين. (عُرفت في العصور القديمة باسم أوتوماتيا أيضًا).

## العبادة قديمة

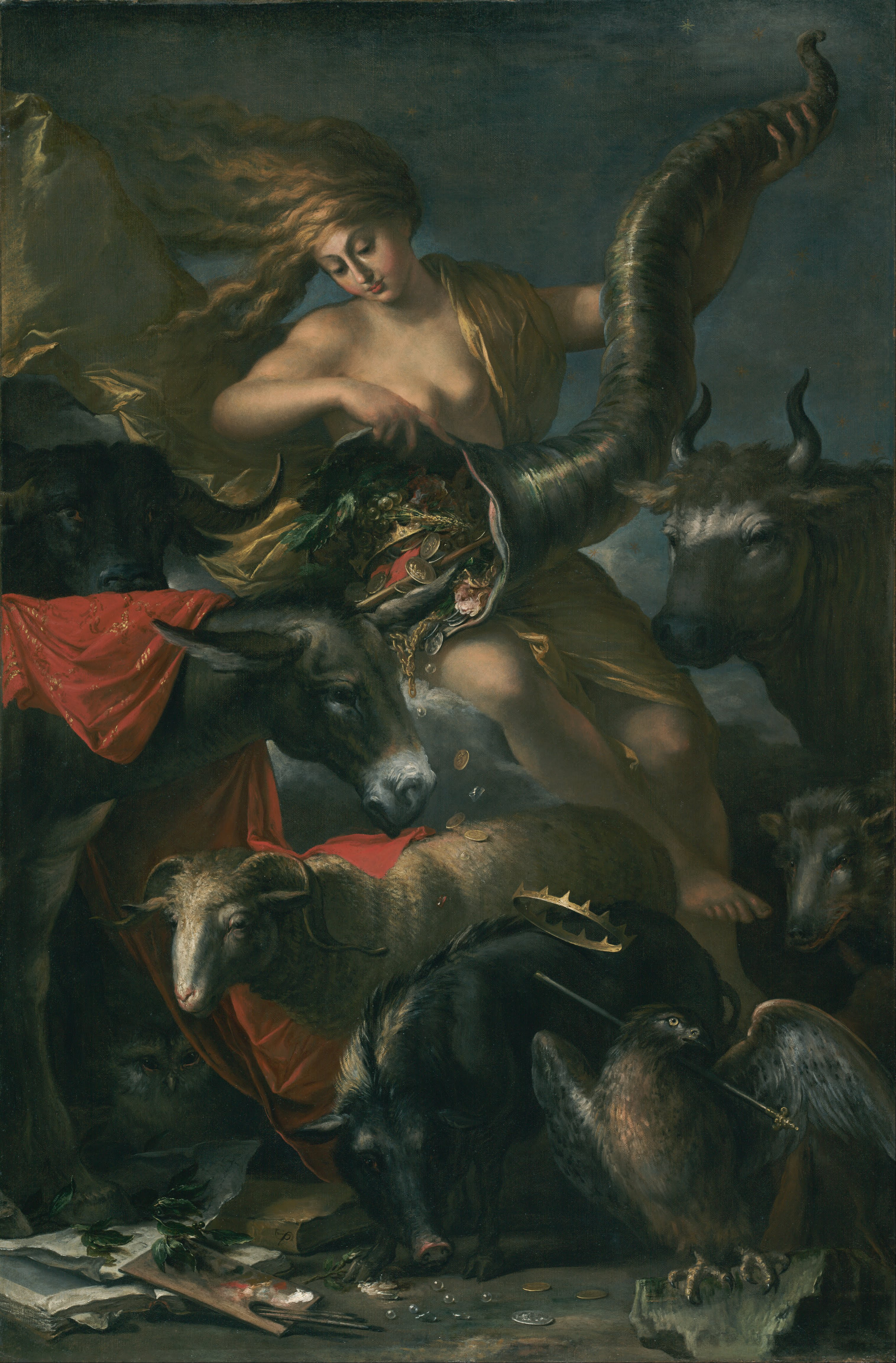
"تمثيل الثروة" (1658) بريشة سلفاتور روزا، تمثل فورتونا، إلهة الحظ، مع بوق الوفرة. متحف جيه بول جيتي في ماليبو ، كاليفورنيا.

قيل إن والد فورتونا هو جوبيتر، ومثله، يمكن أن تكون منّانةً (كوبيا) أيضًا. كانت تحمي إمدادات الحبوب بصفتها أنوناريا. كان يوم الحادي عشر من يونيو مكرسًا لها، وكانت تؤدى فروض الطاعة لها في عيد فورس فورتونا الذي يُقام في يوم الرابع والعشرين من يونيو. يبدو أن اسم فورتونا مشتق من فورتومنا (التي تُدوّر العام).
يتجادل الكُتاب الرومان بشأن ما إذا كان سيرفيوس توليوس من أتى بعبادتها إلى روما أم أنكوس ماركيوس. كان أقدم معبدين مذكورين في التقويمات الرومانية يقعان خارج المدينة، على الضفة اليمنى من نهر التيبر (في تراستيفيري). يُنسب أول معبد مكرس لفورتونا إلى سيرفيوس توليوس الإتروسكاني، بينما يُعرف عن الثاني أنه بُني في عام 293 ق.م إيفاءً لوعد روماني قُطع في أثناء الحروب الإتروسكانية اللاحقة. كان الرابع والعشرين من يونيو، أو يوم انتصاف الصيف، تاريخ تكريس معابدها، وهو اليوم الذي كان يتدفق فيه المحتفلون من روما سنويًا باتجاه المعابد على جانب مجرى النهر من المدينة. بعد أداء طقوس غير معلومة، كانوا يجذّفون عائدين ثملين مكللين بالزهور. كان لفورتونا معبد أيضًا في فوروم بواريوم. هنا قُرنت فورتونا بطائفة ماتر ماتوتا (تشاركت الإلهتان عيدًا يُقام في الحادي عشر من يونيو)، وكشفت التنقيبات بجانب كنيسة القديس أوموبونو عن المعبدين المقترنين، واستنتجوا أن الطائفتين بالفعل عتيقتان تاريخيًا. تبنى الرومان معبد فورتونا بريميغينيا في بالسترينا في نهاية القرن الثالث الميلادي في عبادة مهمة لفورتونا بوبليكا بوبولي روماني (حسن الطالع الرسمي للشعب اليوناني) على هضبة كيرينال خارج بورتا كولينا. مع ذلك، لم ينافس أي معهد في روما روعة قُدس بالسترينا.
رُبطت هوية فورتونا باعتبارها تجسيدًا لأحداث الصدفة بصورة وثيقة بالفضيلة (قوة الشخصية). جلب الموظفون العامون المفتقرون للفضيلة سوء الطالع على أنفسهم وعلى روما: يستخدم سالوس كالتيلين سيئ السمعة كمثال، «حقيقةً، عندما يغزو الكسل مكان العمل، ويغزو الهوى والبطر مكان روح الميزان والقسط، يتغير الحظ تمامًا كما تتغير الفضيلة».
استخدمت عرافة في معبد فورتونيا بريميغينا في بالسترينا شكلًا من أشكال التنبؤ يختار فيه صبي صغير مستقبلًا من مستقبلات متعددة مكتوبة على قضبان السنديان. وُثقت عبادات لفورتونا في أشكالها العديدة على امتداد العالم الروماني. اكتشفت تقديسات لفورتونا دوبيا (الحظ المريب)، وفورتونا بريفيس (الحظ المشاكس أو النزويّ) وفورتونا مالا (الحظ السيئ).